# Copris frankenbergerianus
Copris frankenbergerianus är en skalbaggsart som beskrevs av Vladimir Balthasar 1958. Copris frankenbergerianus ingår i släktet Copris och familjen bladhorningar. Inga underarter finns listade i Catalogue of Life.